# Бернський ботанічний сад

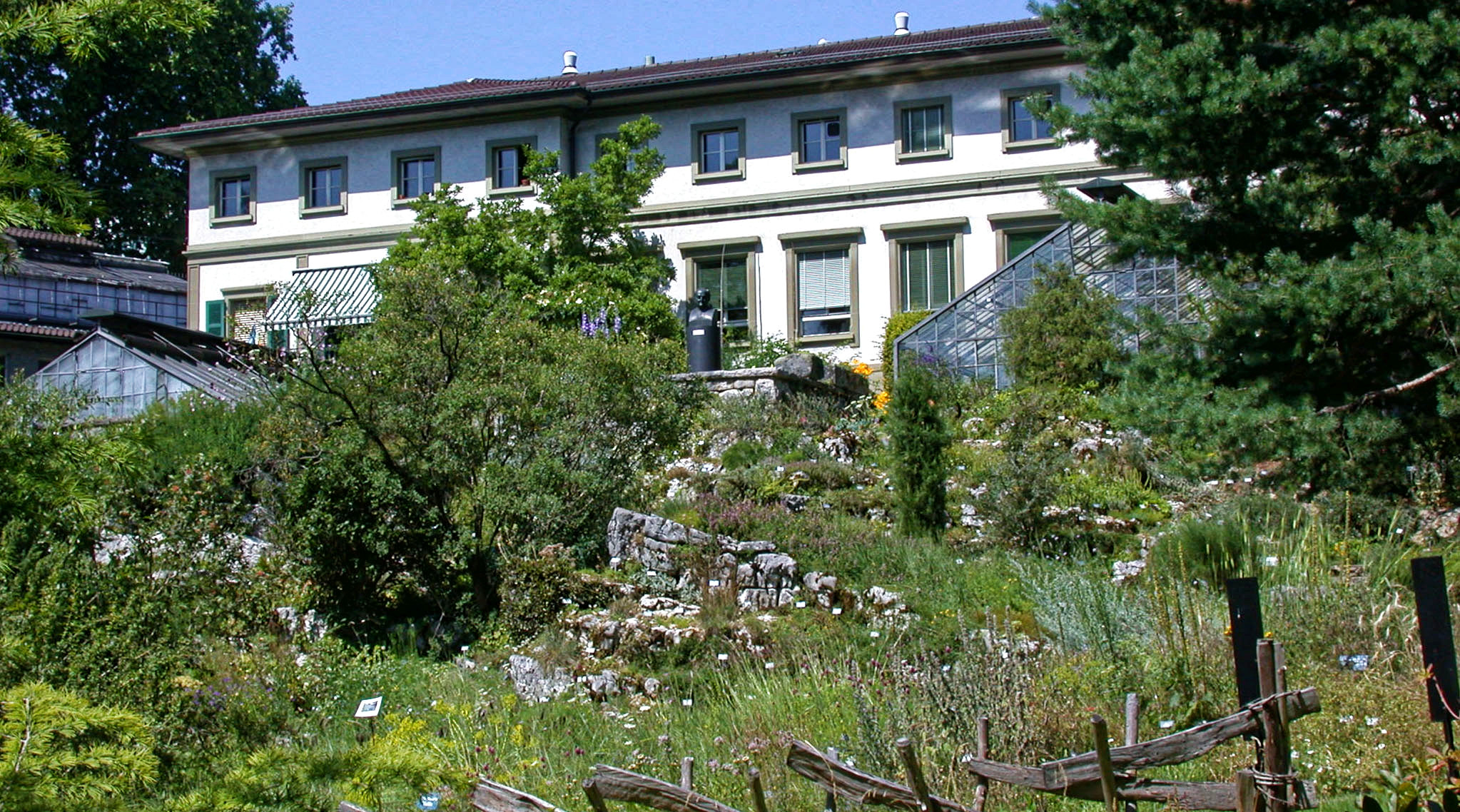
Головна будівля ботанічного саду

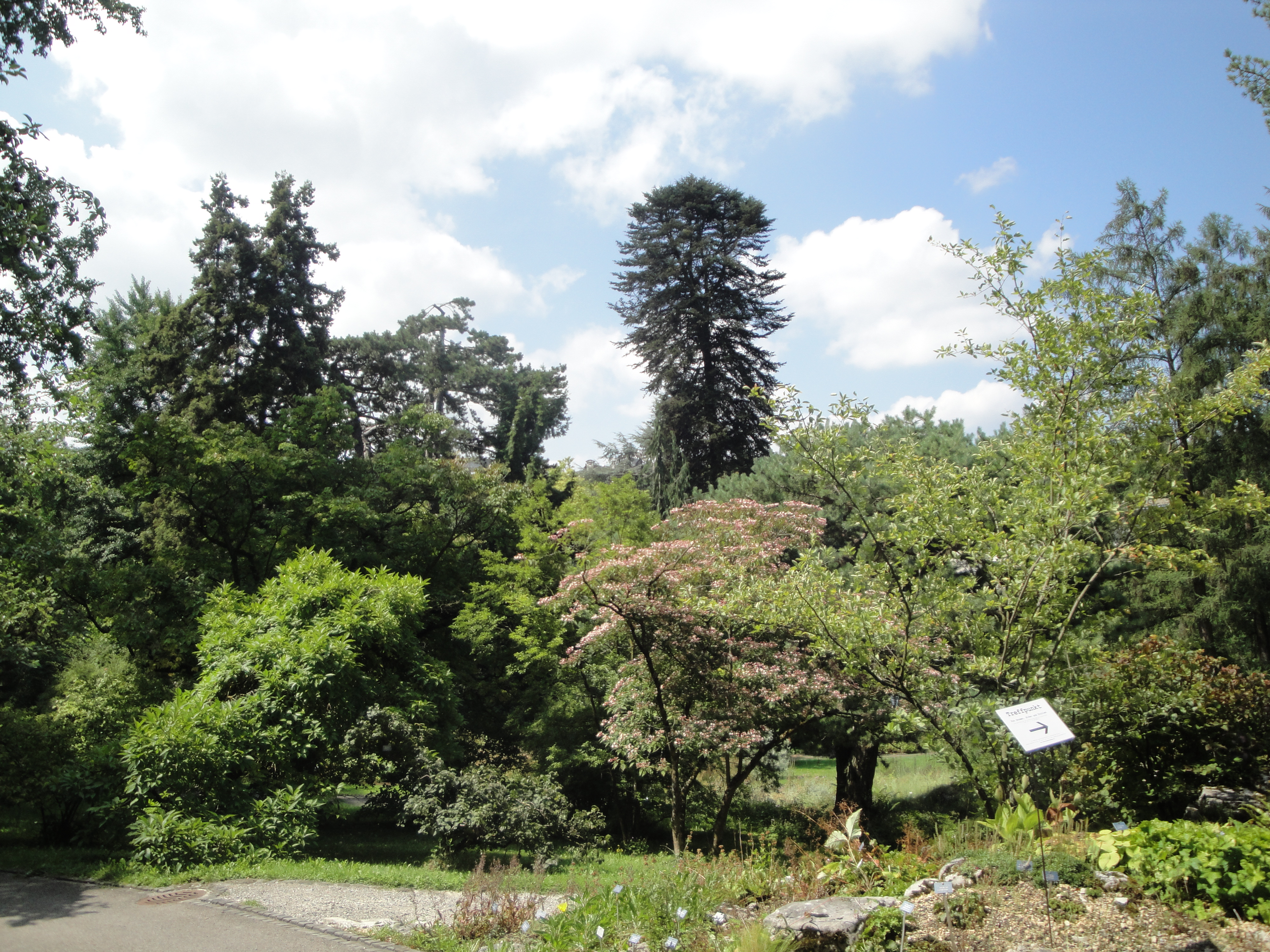
У саду

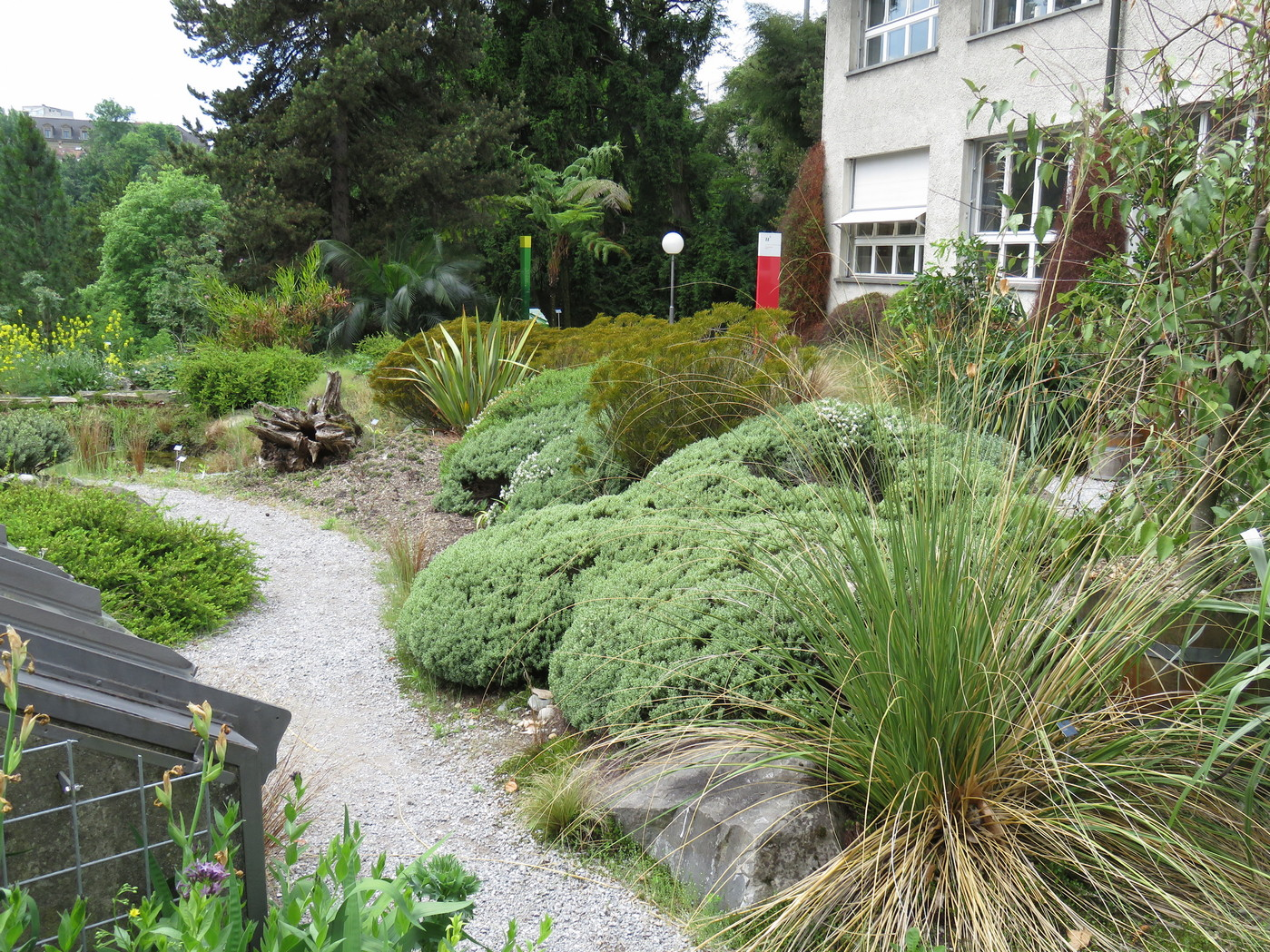
Куточок Нової Зеландії

Ботанічний сад університету Берна або Бернський ботанічний сад (нім. Botanischer Garten Bern) — ботанічний сад у місті Берн (кантон Берн, Швейцарія).  Ботанічний сад є членом Міжнародної ради ботанічних садів з охорони рослин (BGCI) і має код BERN. 
Ботанічний сад Бернського університету (BOGA), заснований 1859 року, є барвистим оазисом у центрі Берна. Колекція саду налічує близько 5500 видів рослин з усього світу і використовується в сфері освіти, науки і культури. Головна спеціалізація ботанічного саду — альпійські рослини.

## Рослинні колекції саду

### Альпінарій
Альпінарій пропонує відвідувачам коротку подорож по Піренеям, Альпам, Карпатам, Кавказу, Гімалаям і Скелястим горам. Тут росте близько 1500 різних видів, це найбільш багата і цікава частина ботанічного саду, його «серце».
Альпінарій був створений в п'ятдесяті роки минулого століття з великих блоків вапняку. Ця частина саду виглядає дуже натурально через крутий схил і розташування каменів на ньому.

### Корисні, декоративні та лікарські рослини
- Сад півоній,
- Сад лікарських трав,
- Садові культури,
- Дикий сад.

### Географічні регіони
- Австралія,
- Нова Зеландія,
- Сукуленти відкритого ґрунту Нового Світу,
- Північноамериканські водно-болотні угіддя,
- Центральноєвропейські деревні рослини,
- Азія,
- Азійські водно-болотні угіддя,
- Середземномор'я,
- Південна Африка,
- Американські водні рослини.

### Оранжереї
- Оранжерея Середземноморських рослин,
- Оранжерея орхідей,
- Пальмова оранжерея,
- Оранжерея папороті,
- Оранжерея сукулентів.

### Дендрарій
Протягом десятиліть в ботанічному саду створена чудова колекція дерев і чагарників (близько 1000 видів). Через дуже сприятливу кліматичну ситуацію в саду (південний схил пагорба), тут, на висоті 530 метрів над рівнем моря, добре себе почувають навіть ніжні деревні рослини. Деревні рослини можна знайти на всій території саду.

### Кімнатні рослини
У літні місяці дубові ванни з кімнатними рослинами розташовані в семи різних місцях ботанічного саду.

### Екологічні зони
- Зернове поле,
- Ставок,
- Швейцарські водні та болотні рослини,
- Сухий луг,
- Сад метеликів і гусениць,
- Грот,
- Будинок комах,
- Бджолиний вулик.

## Галерея

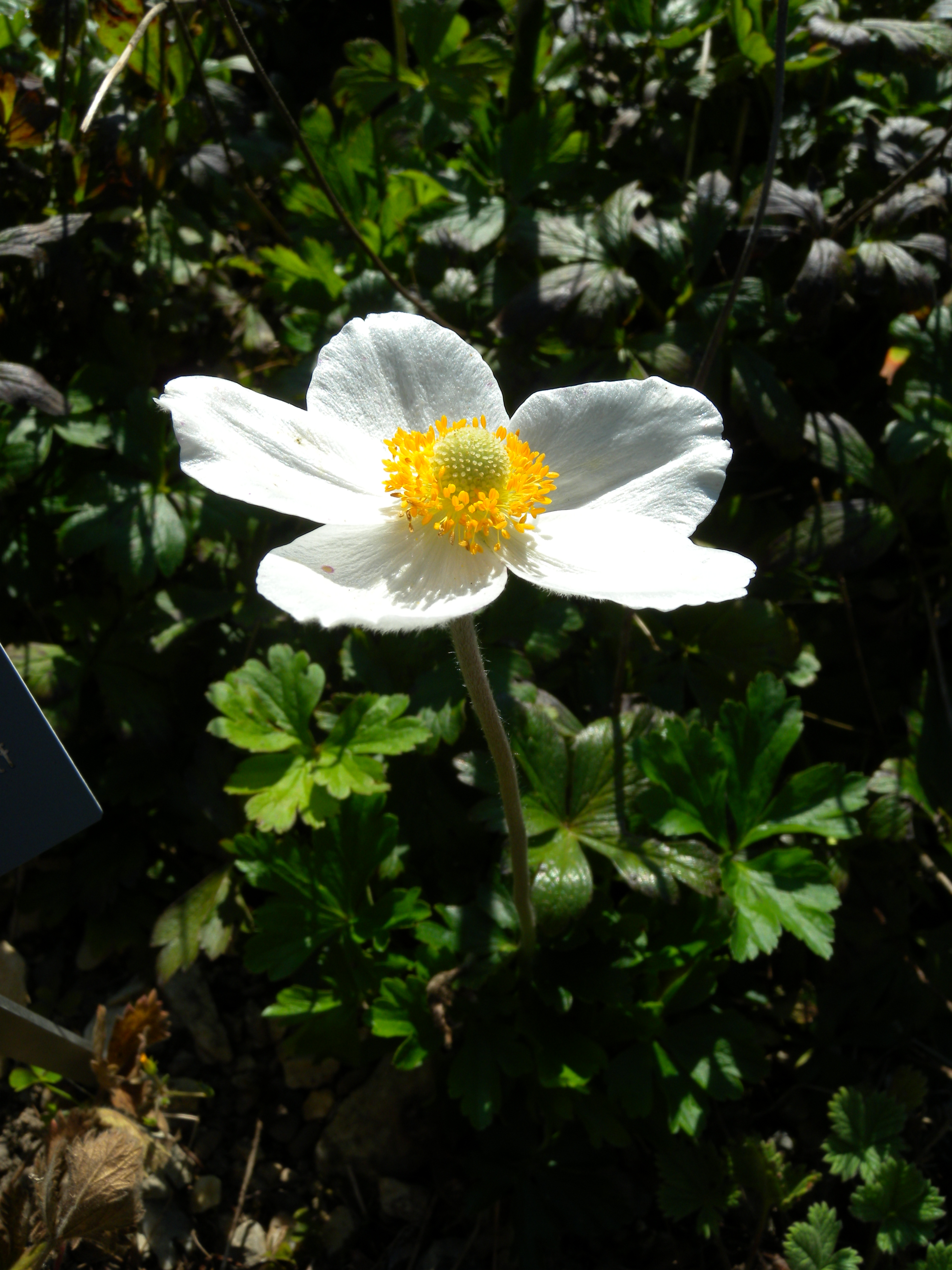
Анемона лісова
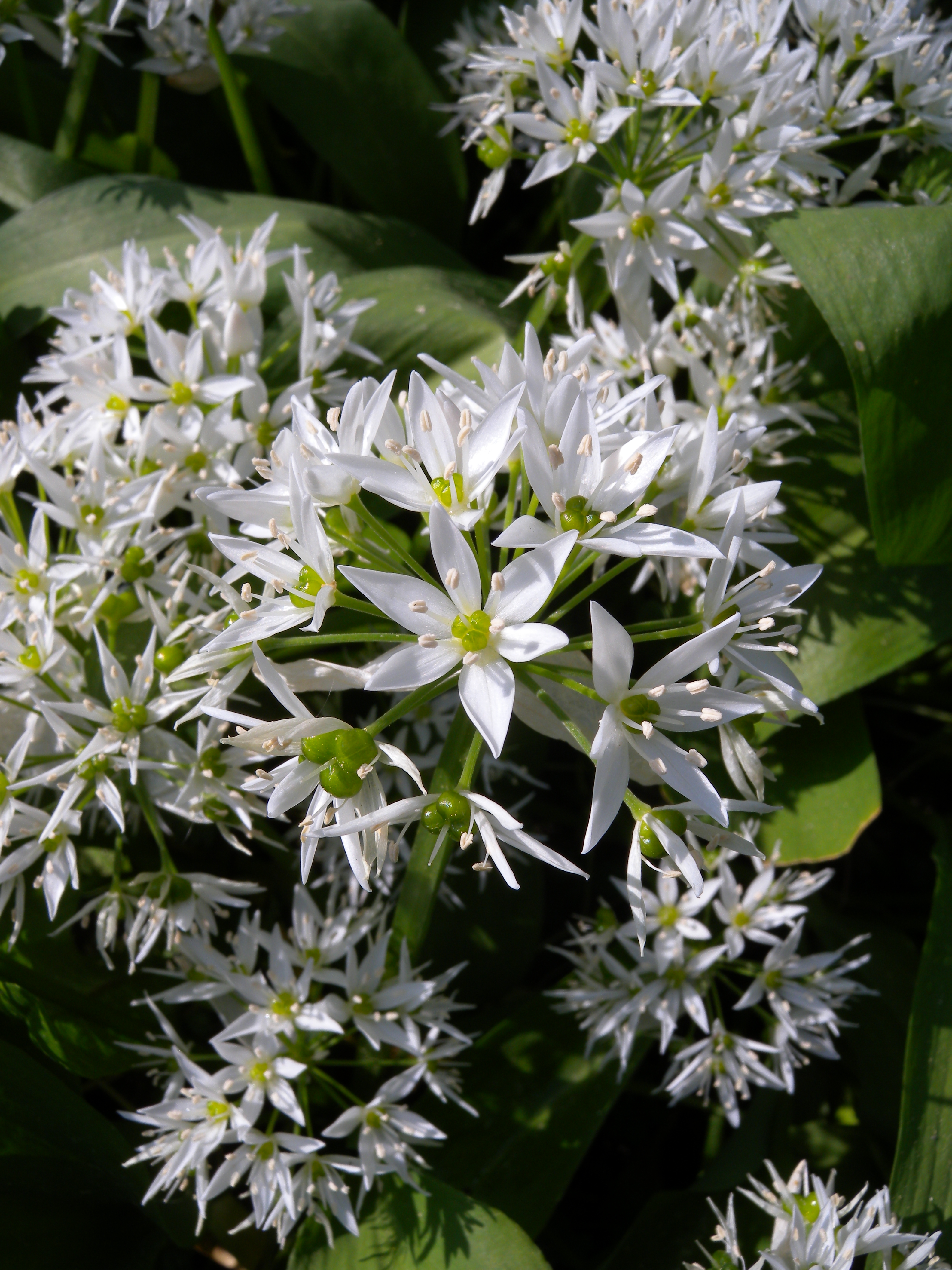
Цибуля ведмежа
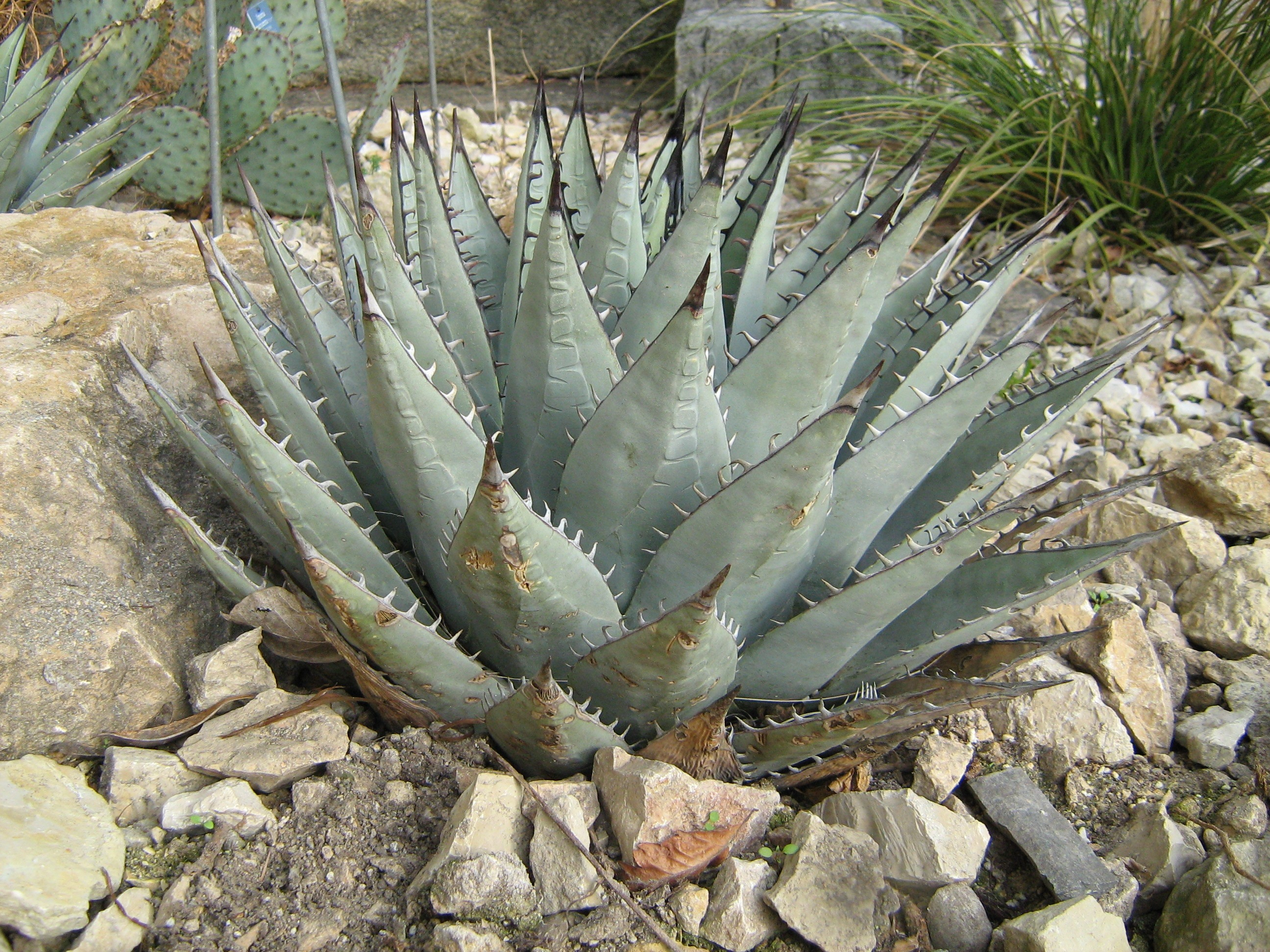
Agave parryi subsp. neomexicana
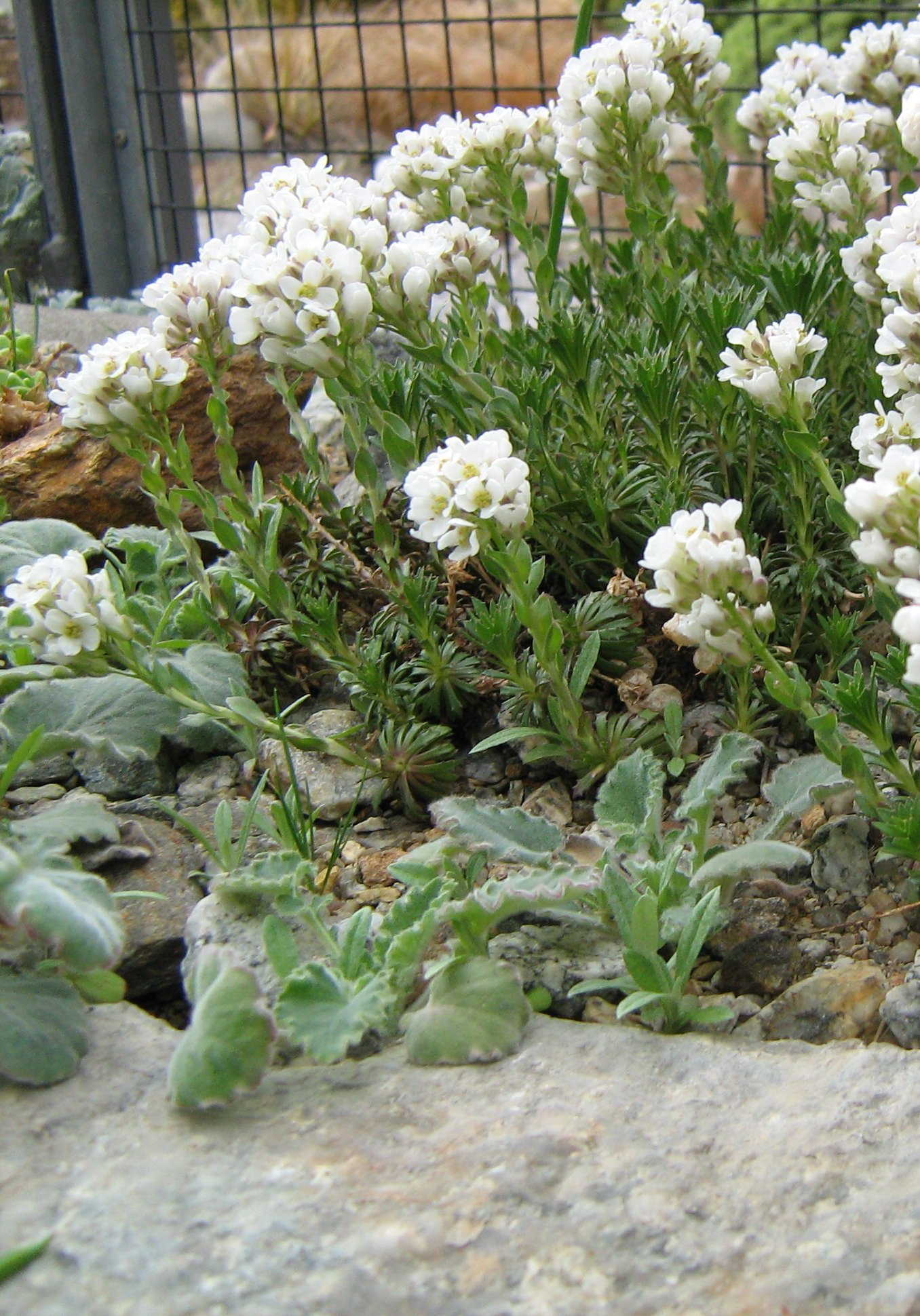
Coluteocarpus vesicaria
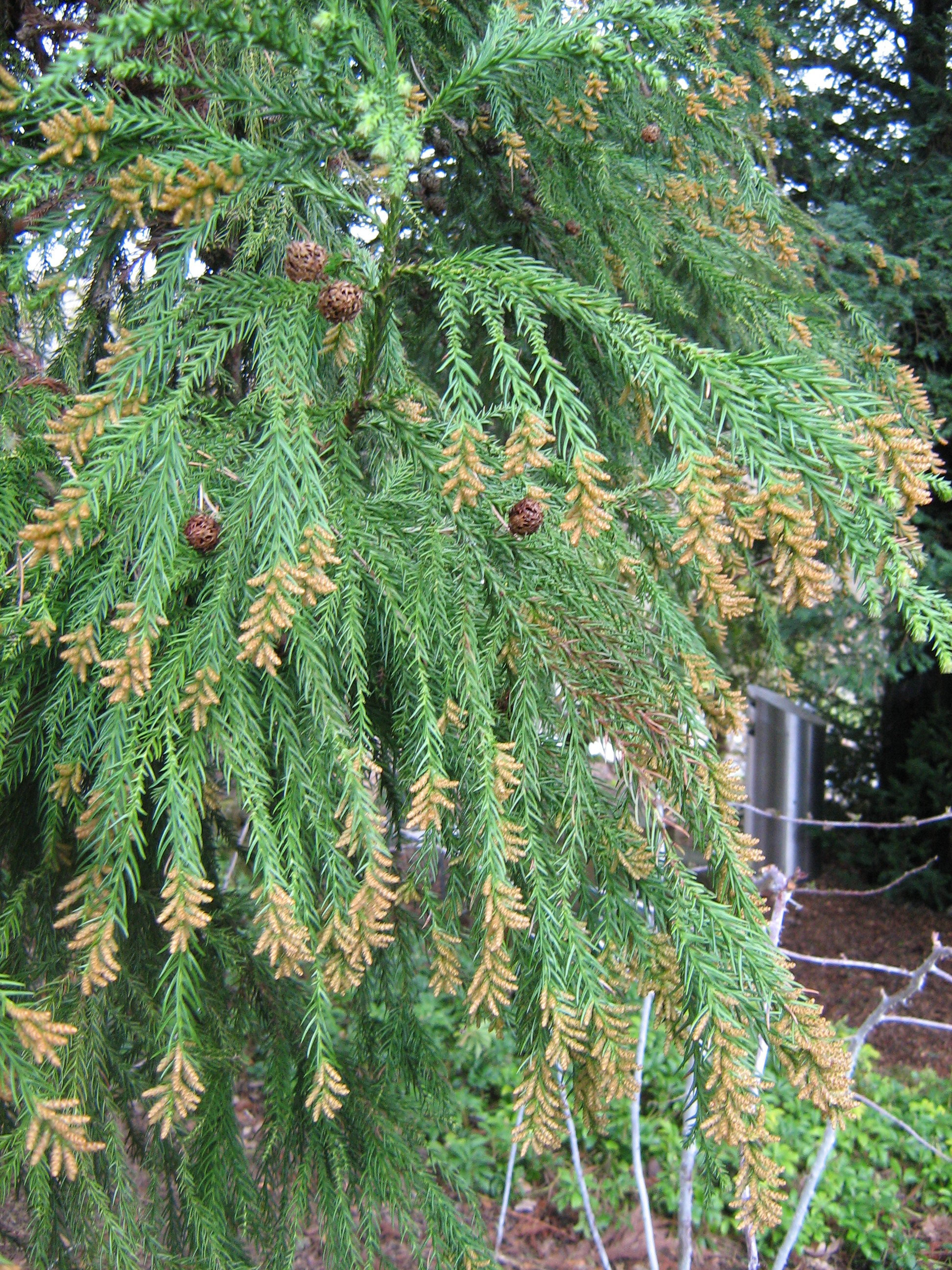
Криптомерія японська
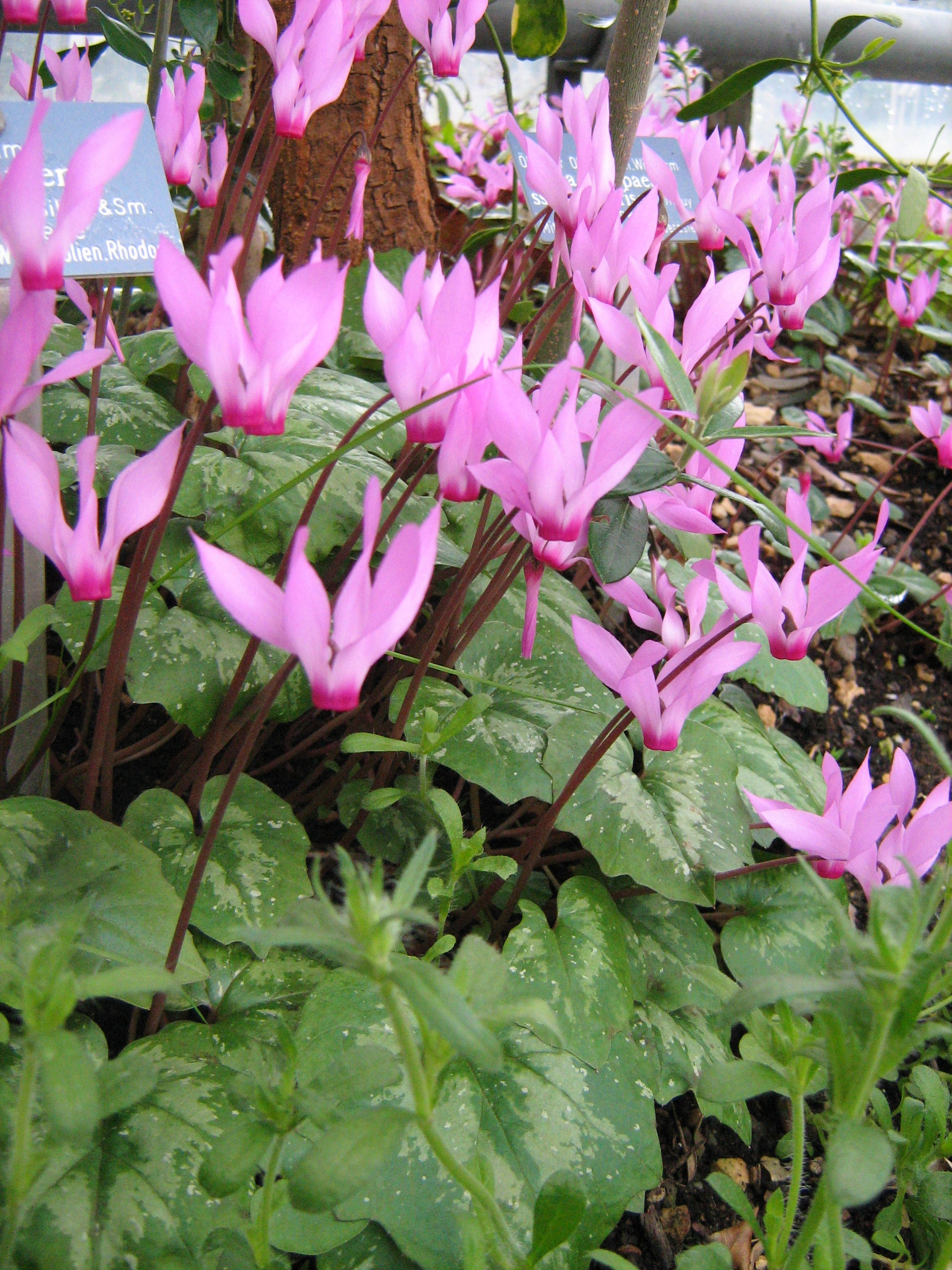
Цикламен європейський
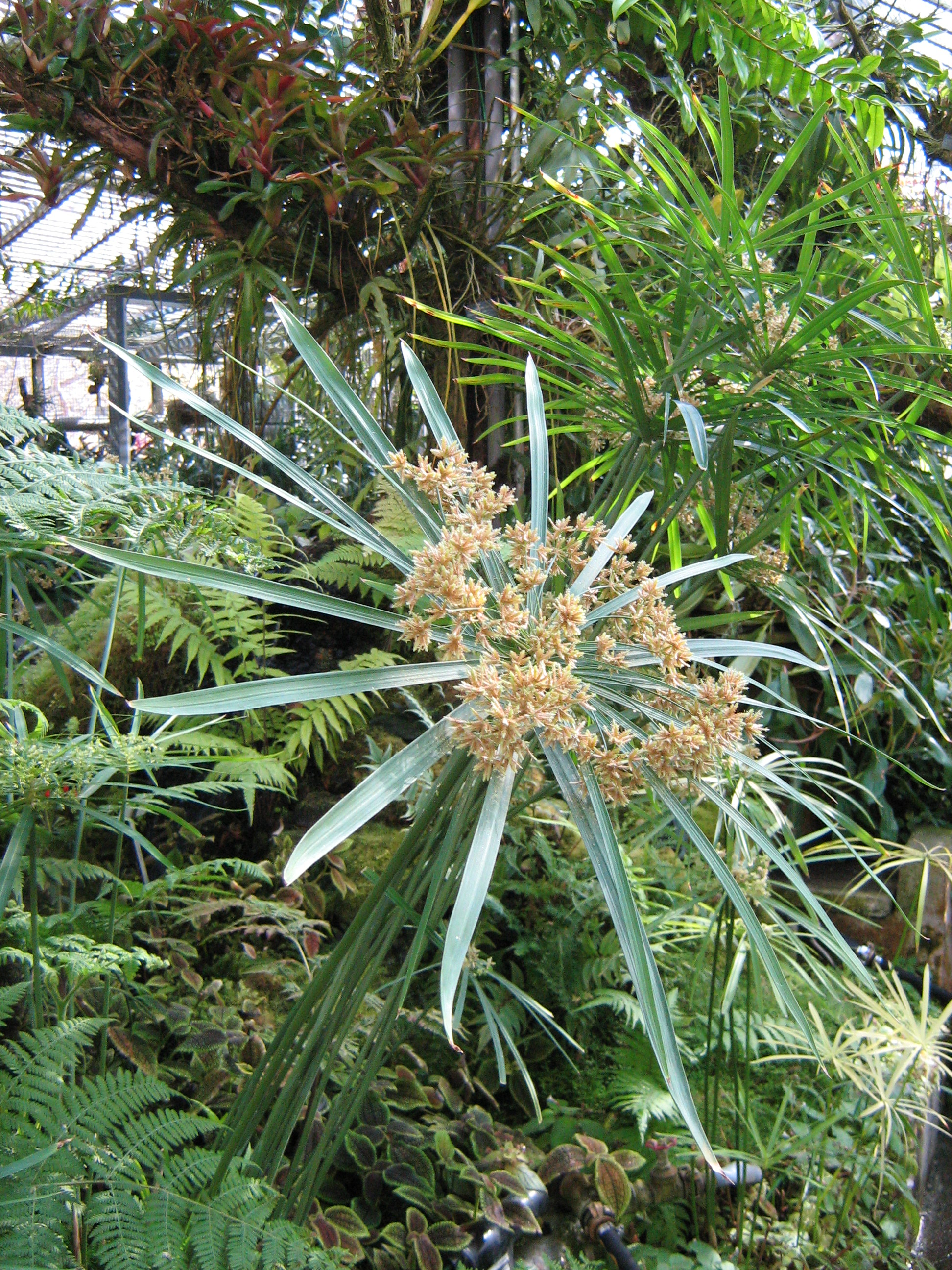
Cyperus alternifolis
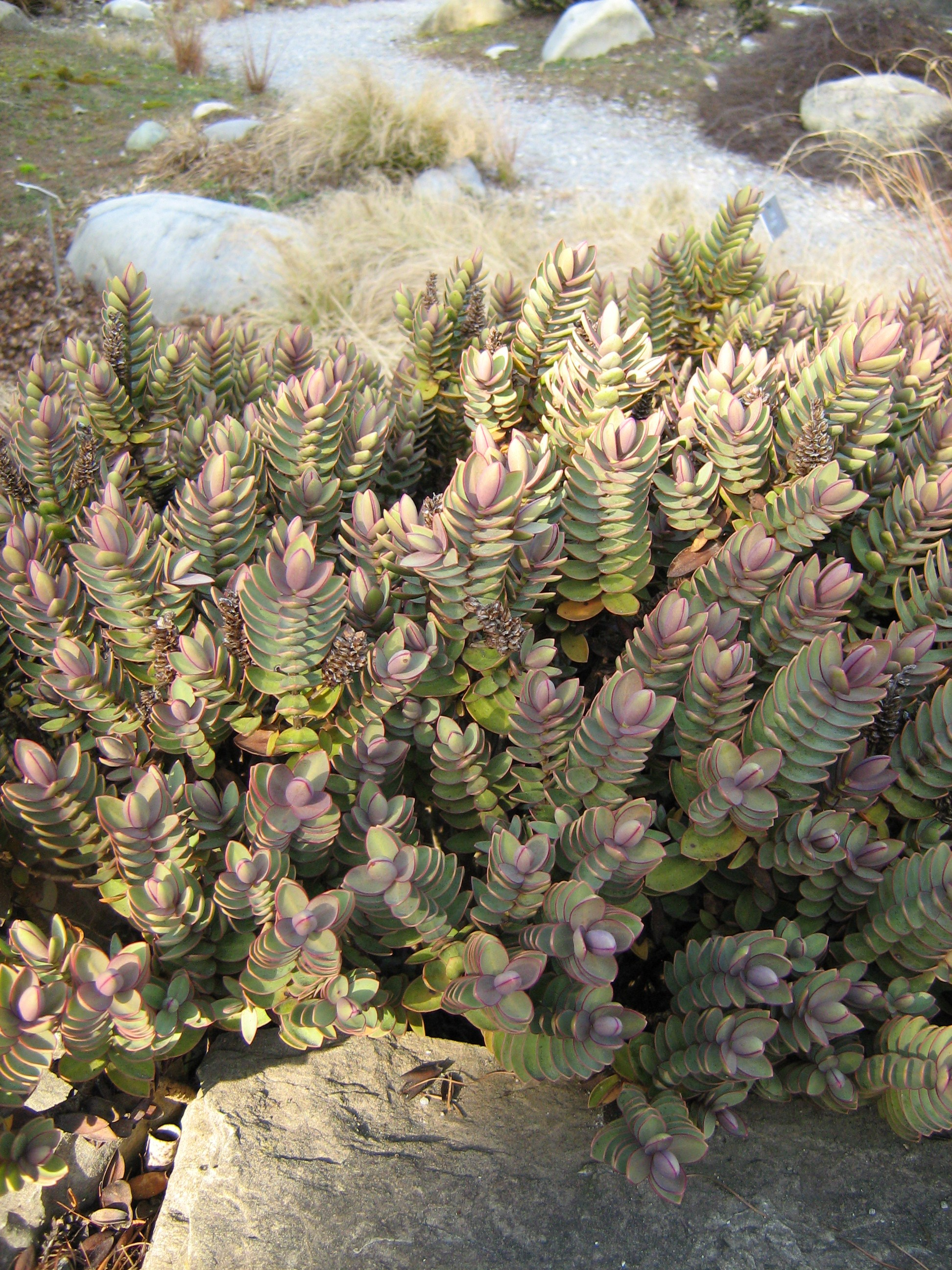
Hebe albicans
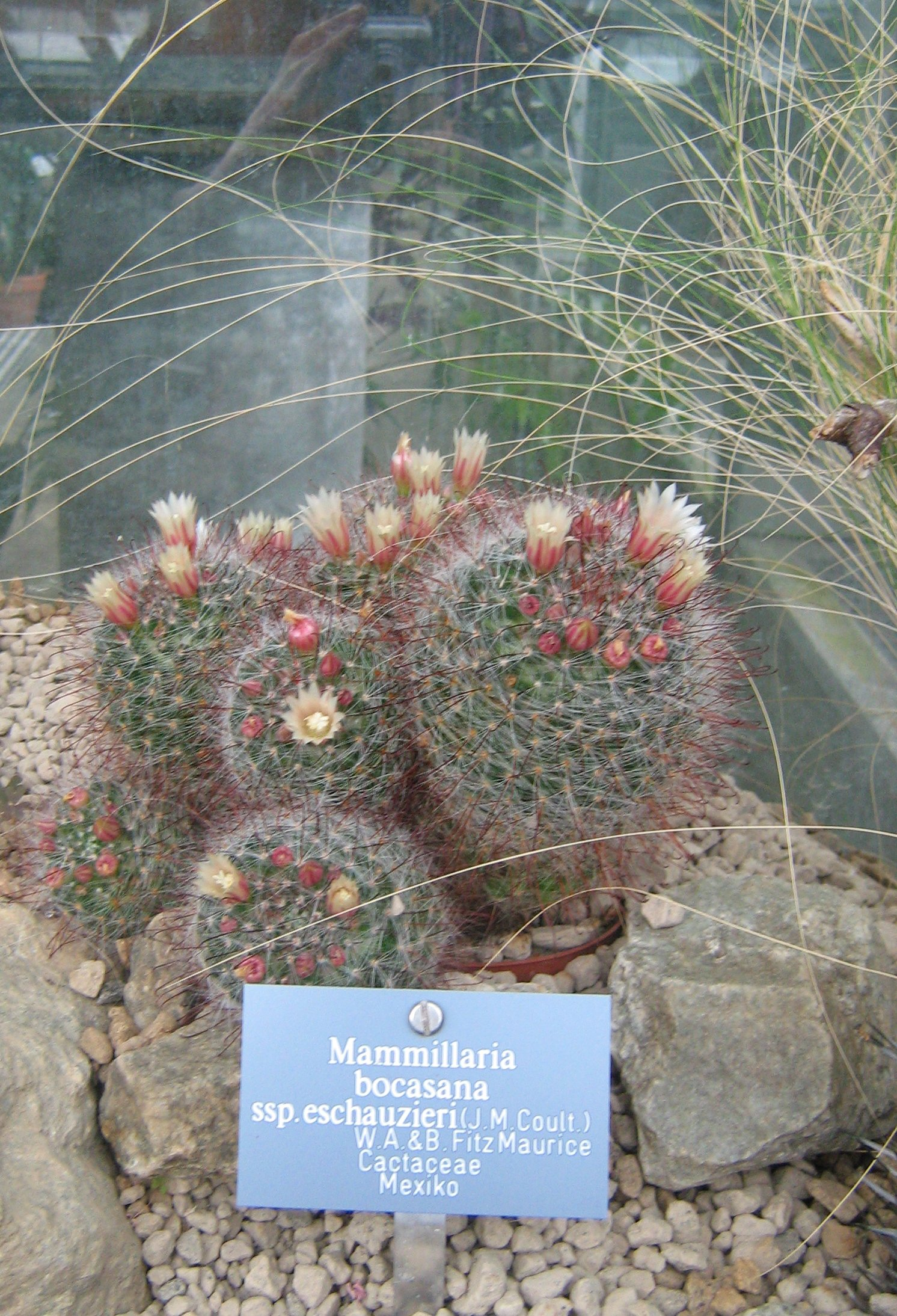
Mammillaria bocasana
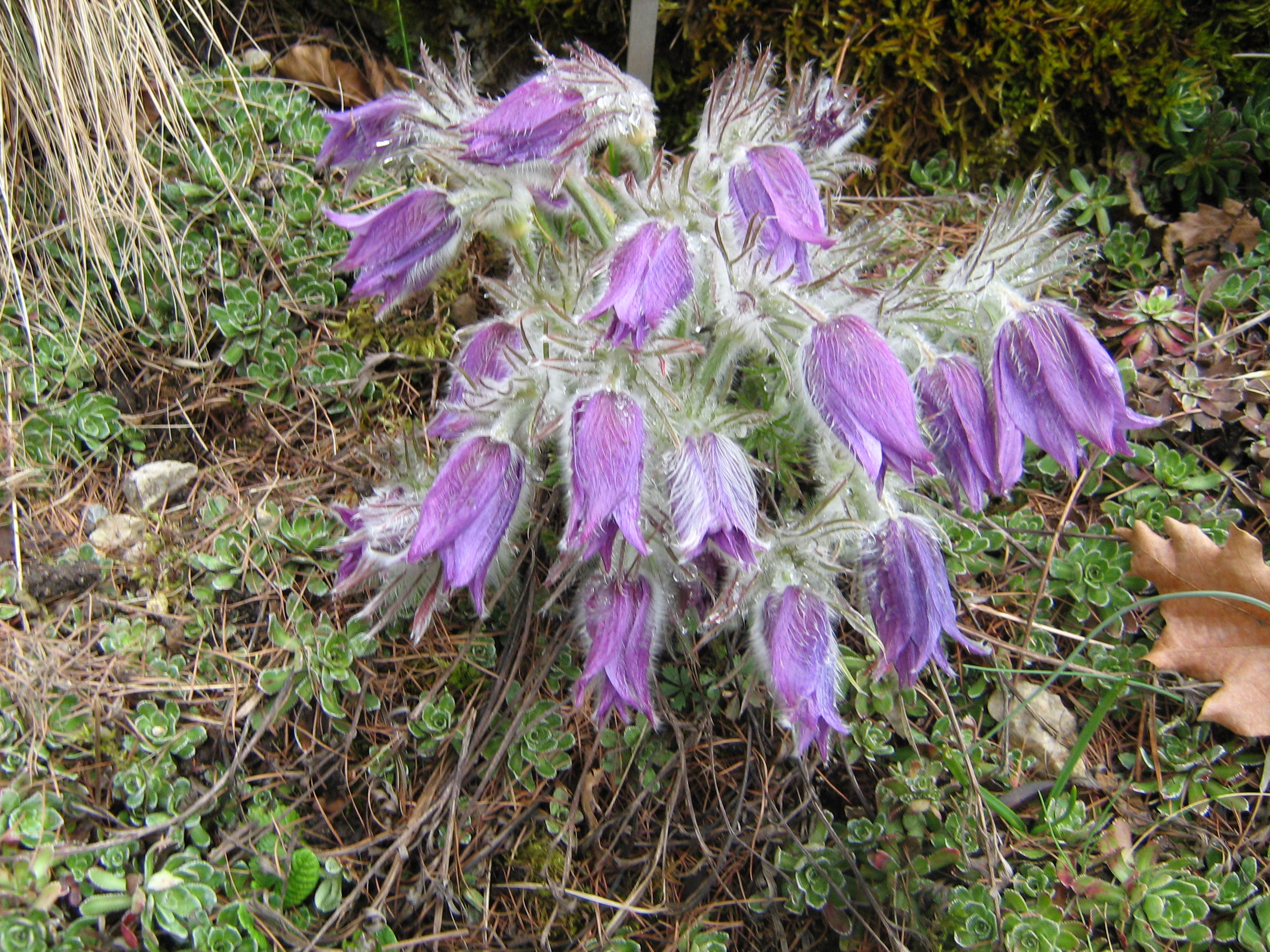
Pulsatilla halleri
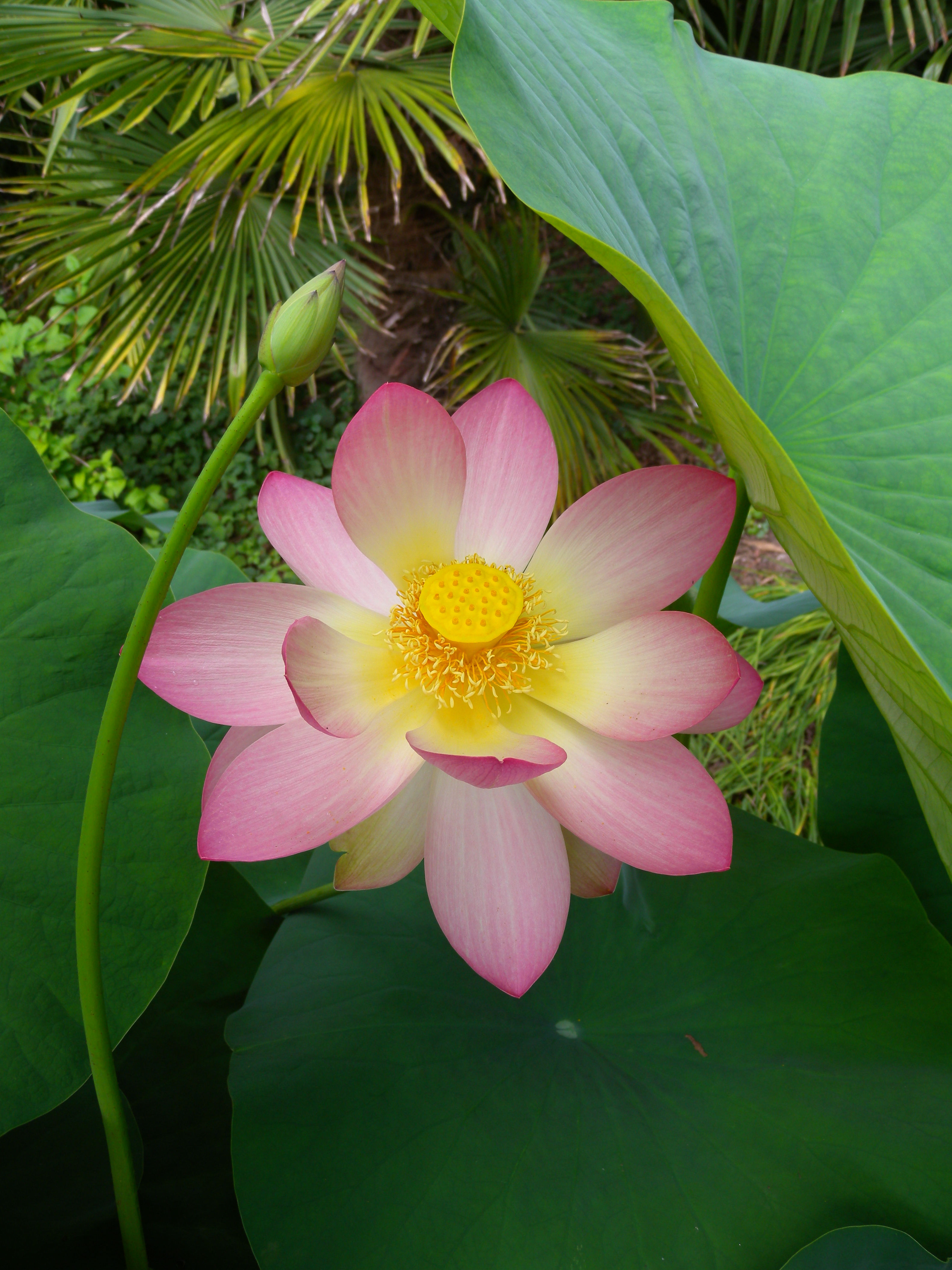
Індійський лотос
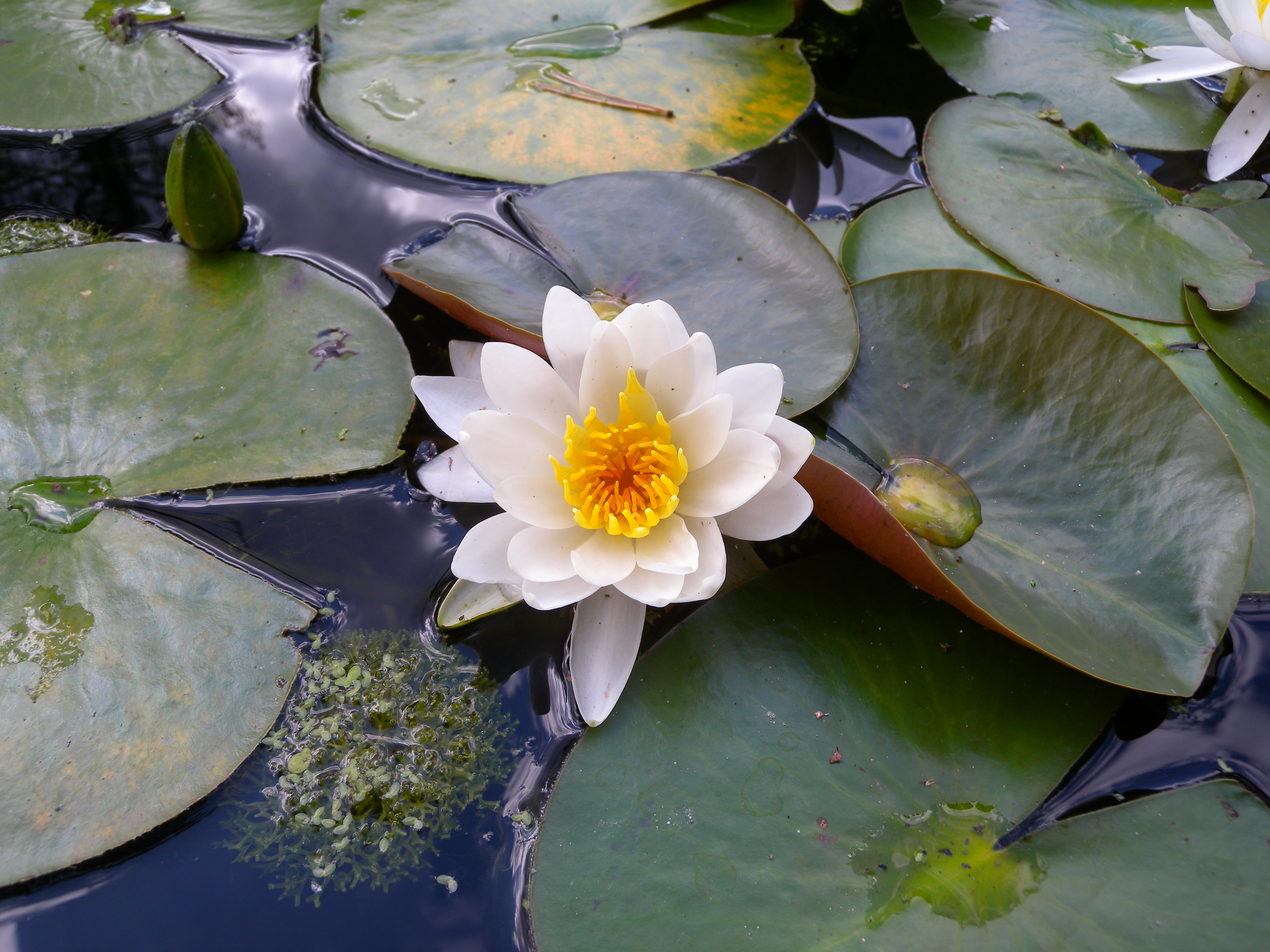
Nymphaea odorata